# Natalia Pacierpnik
Natalia Pacierpnik (* 14. August 1988 in Końskie, Woiwodschaft Heiligkreuz) ist eine polnische Kanuslalomfahrerin und Teilnehmerin der Olympischen Sommerspiele 2012 in London. Sie startet für den Club KKK Kraków. Ihre größten Erfolge sind der 7. Platz bei den Olympischen Sommerspielen im Jahr 2012.
Bei den Weltmeisterschaften 2012 erreichte sie den 24. Platz, bei den Europameisterschaften 2012 einen 15. Platz (K-1) und einen 2. Platz (K-1 3x).